# Rosthuvad myrpitta
Rosthuvad myrpitta (Grallaricula cucullata) är en fågel i familjen myrpittor inom ordningen tättingar.

## Utseende och läte
Rosthuvad myrpitta är en liten (10 cm) och knubbig myrpitta med lysande orangefärgad näbb. Den är orange- eller roströd på huvud och strupe. Undersidan är grå med en vit halvmåneformad teckning över bröstet. På nedre delen av bröstet och buken är den vit. Ovansidan är olivbrun. Lätet är okänt.

## Utbredning och systematik
Rosthuvad myrpitta delas in i två underarter med följande utbredning:
- Grallaricula cucullata cucullata – förekommer i centrala och östra delen av Anderna i Colombia
- Grallaricula cucullata venezuelana – förekommer i Anderna i centrala Colombia och nordvästra Venezuela

## Status och hot
Rosthuvad myrpitta har en rätt liten världspopulation bestående av uppskattningsvis 10 000–20 000 vuxna individer. Den tros också minska i antal till följd av habitatförlust. Internationella naturvårdsunionen IUCN kategoriserar den som nära hotad.